# راضي مهدي السعيد
راضي مهدي السعيد (1932 - 6 مايو 2016) شاعر عراقي. ولد في الكاظمية ببغداد وتخرّج في معهد إعداد المعلّمين، وكليّة الحقوق العراقيّة. مارس مهنة التدريس من 1957 حتى 1970، ثمّ عمل في الصحافة محرّرًا في مجلة الأقلام الصادرة عن وزارة الثقافة والإعلام، ثم انتقل إلى مجلة آقاق عربية، ثم عمل في رقابة الكتب الأدبية مدة. من دواوينه رياح الدروب 1957، مرايا الزمن المنكسر 1972، الشوق والكلمات 1977، ابتهالات لوطن العشق 1985 والصَّيحة 1988.

## سيرته
ولد راضي بن مهدي السعيد في الكاظمية ببغداد سنة 1932 / 1350 هـ. وبيت السعيد من آلبو عزّام من الدليم. قطع مراحل دراسته الابتدائية والثانوية بتفوق، وتخرج في معهد إعداد المعلمين، ثم في كلية الحقوق العراقية.

مارس مهنة التدريس منذ 1957، وفي بداية 1970 عمل في هيئة تحرير مجلة الأقلام الصادرة عن وزارة الثقافة والإعلام، ثم عل في مجلة آفاق عربية لعدة سنوات، ثم أحيل إلى التقاعد.

كان عضواً في عدد من الجمعيات والاتحادات ومنها اتحاد الأدباء العراقيين. وكان يقيم المجاس والندوات الأدبية في الكاظمية وهو من مؤسسي ندوة عكاظ في الكاظمية، التي ضمت مجموعة من شعرائها منهم عبد الأمير الورد، محمد حسين آل ياسين ومحمد علي الحسيني. اعتزل بعد غزو العراق في 2003. فقد كرّم في «مهرجان بغداد الشعري الذهبي الأول» الذي نظمته رابطة شعراء بغداد في الثاني عشر من ديسمبر 2009.

هو مسلم شيعي اثنا عشري وله قصائد في أهل البيت. توفي في 6 مايو 2016/ 29 رجب 1437 في بغداد.

## شعره
لقد أصدر السعيد خلال لفترة الممتدة بين عامي 1957 - 1988 خمسة دواوين تراوحت طريقته في كتابتها بين الشكل الكلاسيكي العمودي والقصيدة الحرة ذات التفعيلة المتشابهة الموزعة توزيعاً جديداً والقافية الموحدة أحياناً، والمختلفة أحياناً أخرى، والموسيقى الكلاسيكية الواضحة دوماً.

قال عبد المنعم حمندي عنه «إن السعيد عرف بين مجايليه بكتابة الشكل الكلاسيكي العمودي والقصيدة الحرة ذات التفعيلة المتشابهة الموزعة توزيعا جديدا وذات القافية الموحدة أحيانا، والمختلفة أحيانا أخرى، الموسيقى الكلاسيكية في شعره واضحة دوما...ديوانه الشاعر راضي مهدي السعيد الأول رياح الدروب الصادر في العام 1957 اقترن بمقدمة كتبها الشاعر بدر شاكر السياب، وكنتُ أغبطه على صمته ودماثة خلقه وعدم دخوله معترك المهاترات الأدبية والتزامه بحب الوطن والإنسان».

## مؤلفاته
- رياح الدروب ، ديوان، 1957
- مرايا الزمن المنكسرب ، ديوان، 1972
- الشوق والكلمات ، ديوان، 1977
- ابتهالات لوطن العشقب ، ديوان، 1985
- الصَّيحة ، ديوان، 1988
- المجالس والندوات الأدبية في الكاظمية أورد فيه نحو عشرين مجلساً وندوة أدبية في الكاظمية.

وله مجموعتين شعريتين مشتركتين هما المعركة 1966 وأصداء على الشفاه 1967، ومن مؤلفاته أيضا كتاب لغتي الذي صدر بالاشتراك.

## وصلات خارجية
- في أرشيف المجلات